# Faustino Asprilla
Faustino Hernán Asprilla Hinestroza, noto anche col diminutivo Tino (Tuluá, 10 novembre 1969), è un ex calciatore colombiano, di ruolo attaccante.

## Biografia
Lo stile di vita di Tino Asprilla è stato considerato caotico, per via delle tante vicissitudini. Si sposò con Catalina e dopo che si fu separato, lo considerò uno dei maggiori errori della sua vita travagliata. Naturalmente portato alle bizzarrie, nel 1992, appena arrivato a Parma, comprò cento rubinetti.
Durante l'esperienza calcistica in Italia, Asprilla tornò spesso in Colombia, dove aveva un ranch nella città di Tuluá: nell'aprile del 1993, appena ritornato a Parma, secondo la sua versione, si tagliò con il vetro di una bottiglia mentre era in piscina, dovette essere operato e saltò l'ultima parte della stagione; l'ipotesi più probabile era che si era procurato i tagli rompendo il finestrino di un autobus che gli aveva tagliato la strada. In un'altra occasione, nel gennaio del 1995, fu fermato con due pistole in auto, dovendo scontare sette mesi con la condizionale.
Crebbe con 8 fratelli; nel 2008 venne arrestato per aver sparato con una mitragliatrice contro le forze di sicurezza, mentre nel 2013 gli venne offerta una parte in un film per adulti, parte che Asprilla rifiutò.

## Caratteristiche tecniche
Era un attaccante dotato di buona tecnica, grande velocità ed esplosività. Ambidestro, era molto abile a cambiare passo, era agile, dotato di buon fiuto del goal e imprevedibile per via della sua andatura barcollante. Veniva soprannominato Il Polpo per via della lunghezza dei suoi arti.

## Carriera

### Club

#### Gli inizi in Colombia
Tira i primi calci nell'Escuela Carlos Sarmiento Lora, che lo cede al Cúcuta Deportivo, dove esordisce nel 1988. La sua prima stagione lo vede segnare 17 reti in 36 partite, che gli valgono la chiamata dal club che in quel periodo domina la scena colombiana, l'Atlético Nacional. Qui Asprilla giocherà fino al 1992, lasciando dopo 75 partite e 35 reti per approdare sul palcoscenico del calcio europeo.

#### La prima esperienza europea a Parma
L'attaccante sudamericano viene acquistato nel 1992 per pochi miliardi di lire dal Parma, società emergente del calcio italiano, affacciatasi per la prima volta alla ribalta della Serie A solo due anni prima e fresca vincitrice della Coppa Italia. Asprilla, dopo un breve periodo di ambientamento e qualche diffidenza iniziale da parte dell'allenatore Nevio Scala, si impone come seconda punta titolare al fianco di Alessandro Melli. Chiude la prima stagione con 27 presenze e 7 gol in campionato; il più importante lo realizza a San Siro il 21 marzo 1993, quando grazie a una sua punizione il Parma, battendo il Milan per 1-0, interruppe il record di 58 partite utili consecutive dei rossoneri.

Asprilla in azione al Parma nella stagione 1992-1993

Asprilla si fa conoscere a livello internazionale contribuendo in modo decisivo, con quattro reti, al primo successo europeo degli emiliani: la Coppa delle Coppe nel 1993, della quale però non giocò la finale a causa di un taglio ad un polpaccio procuratosi dopo un viaggio in Colombia ed una susseguente discussione con Scala. Chiuderà la prima esperienza emiliana alla fine dell'anno solare 1995, con un totale di 84 presenze e 25 gol in campionato, 24 presenze e 9 gol nelle coppe europee, e tre trofei conquistati: una Coppa delle Coppe (1993), una Coppa UEFA (1995) e una Supercoppa UEFA (1994). La sua esultanza tipica all'epoca del Parma dopo un gol sono le capriole.

#### Newcastle
Nel febbraio del 1996 il Newcastle inizia la trattativa con il Parma per l'acquisto di Asprilla. Firmato il contratto, il calciatore non supera le visite mediche ufficialmente per "motivi fisici", ma in seguito si scopre che era risultato positivo alla cocaina ai test antidoping. A un certo punto la trattativa sembra essere sfumata: con il Parma intento a fare causa al Newcastle per un contratto già firmato da entrambe le parti, gli inglesi sono costretti a ingaggiare Asprilla in cambio di 17 miliardi di lire.
Dopo settant'anni il Newcastle sembra avviato verso la vittoria del titolo nazionale, ma l'arrivo di Asprilla, che firma un contratto quadriennale per un compenso di 3 miliardi di lire a stagione, coincide con un calo di rendimento dei Magpies, che chiudono al secondo posto dietro al Manchester United, dopo essere stati in testa a lungo, con un vantaggio di 12 punti al termine del girone di andata. Il colombiano non è esente da critiche per l'insuccesso del club, avendo segnato solo 3 gol in 14 partite.
Anche la seconda stagione di Asprilla a Newcastle si conclude con un secondo posto dietro al Manchester United, con l'attaccante autore di 4 gol in 24 partite.
Nella terza stagione gioca solo per sei mesi con gli inglesi; il 17 settembre 1997 si rende protagonista di una tripletta che consente ai bianconeri di battere per 3-2 il Barcellona in Champions League.

#### Ritorno a Parma
L'esperienza inglese di Asprilla durò esattamente due anni; nel gennaio 1998 ritornò a Parma per circa 17 miliardi di lire. Asprilla guadagna un miliardo di lire, firmando fino al 2001. Qui, però, non riuscirà ad avvicinarsi ai livelli su cui si era espresso all'inizio degli anni '90 e dopo una stagione e mezzo (20 presenze e 3 gol), lascerà definitivamente l'Italia dopo aver vinto, da comprimario, un'altra Coppa UEFA (1999).

#### Gli ultimi anni di carriera
Lasciata definitivamente l'Europa, Asprilla decide di far ritorno in Sudamerica, in Brasile, guadagnando un contratto prima col Palmeiras (1999, 18 presenze e 4 gol), poi col Fluminense (12 presenze e 8 gol) dove regalò gli ultimi lampi di classe. Giocò ancora in Messico con l'Atlante, in Colombia con l'Atlético Nacional, in Cile con l'Universidad de Chile, chiudendo poi con qualche apparizione in Argentina con l'Estudiantes de La Plata (2004), e nella squadra della sua città natale, il Cortuluá.
Nel 2004 fu molto vicino a un ingaggio nella Serie D italiana con il Valle d'Aosta, allenato dall'amico ed ex compagno di squadra nel Parma Marco Osio, ma la trattativa sfumò per problemi di tesseramento. Il 15 marzo 2005 annuncia il ritiro dal calcio, chiudendo la carriera con 331 partite e 112 gol nei campionati professionistici.

### Nazionale
Prende parte alle Olimpiadi di Barcellona nel 1992, dove lo scoprirono gli osservatori del Parma, ed esordisce nella Nazionale maggiore il 6 giugno 1993 in Colombia-Cile 1-0, gara amichevole.
Protagonista, con una doppietta, della netta vittoria ottenuta per 5-0 il 5 settembre 1993 al Monumental di Buenos Aires contro l'Argentina, in una partita di qualificazione a USA '94, Asprilla viene annunciato come uno dei possibili protagonisti dei Mondiali '94, e la Colombia come possibile sorpresa della competizione; la nazionale colombiana verrà poi eliminata nella fase a gironi, e il ricordo di quel Mondiale rimarrà legato all'assassinio del difensore Andrés Escobar.
Il 2 aprile 1997, in una partita per le qualificazione ai Mondiali del 1998 persa per 2-1 contro il Paraguay, è stato espulso per via di una rissa col portiere avversario José Luis Chilavert. Tuttavia le cose non sono terminate in campo in quanto l'alterco è continuato nel tunnel verso gli spogliatoi, ma successivamente, fuori dal campo, un narcotrafficante (Julio Fierro) ha chiesto ad Asprilla l'autorizzazione per uccidere Chilavert; Asprilla però ha fatto capire a Fierro che non doveva farlo motivando che "quello che succede in campo deve restare in campo".
Il 18 giugno 1998 la Colombia esclude Asprilla dal mondiale francese (nonostante risultasse tra i convocati) a causa delle critiche rivolte verso il CT Hernán Darío Gómez e a causa di una notte brava.
Il rapporto di Asprilla con la Nazionale si chiuse il 14 novembre del 2001, in Paraguay. La Colombia vinse 4-0 ad Asunción, chiudendo il girone di qualificazione per i Mondiali 2002 al quinto posto a pari punti con l'Uruguay ma con peggiore differenza reti; per andare avanti alla Colombia sarebbe servito un quinto gol. Asprilla giocò 90 minuti senza segnare, e sfumata la possibilità di giocare la fase finale dei mondiali, lasciò la nazionale con un bilancio di 57 presenze e 20 reti.

## Statistiche

### Presenze e reti nei club europei
| Stagione                | Squadra                 | Campionato              | Campionato | Campionato | Coppe nazionali | Coppe nazionali | Coppe nazionali | Coppe continentali | Coppe continentali | Coppe continentali | Altre coppe | Altre coppe | Altre coppe | Totale | Totale |
| Stagione                | Squadra                 | Comp                    | Pres       | Reti       | Comp            | Pres            | Reti            | Comp               | Pres               | Reti               | Comp        | Pres        | Reti        | Pres   | Reti   |
| ----------------------- | ----------------------- | ----------------------- | ---------- | ---------- | --------------- | --------------- | --------------- | ------------------ | ------------------ | ------------------ | ----------- | ----------- | ----------- | ------ | ------ |
| 1992-1993               | Parma                   | A                       | 26         | 7          | CI              | 6               | 1               | CdC                | 6                  | 4                  | SI          | 1           | 0           | 38     | 12     |
| 1993-1994               | Parma                   | A                       | 27         | 10         | CI              | 7               | 4               | CdC                | 8                  | 2                  | SU          | 2           | 0           | 44     | 16     |
| 1994-1995               | Parma                   | A                       | 25         | 6          | CI              | 7               | 0               | CU                 | 8                  | 3                  | -           | -           | -           | 40     | 9      |
| 1995-gen. 1996          | Parma                   | A                       | 6          | 2          | CI              | 0               | 0               | CdC                | 0                  | 0                  | SI          | 1           | 0           | 7      | 2      |
| feb.-giu. 1996          | Newcastle Utd           | PL                      | 14         | 3          | FACup+CdL       | -               | -               | -                  | -                  | -                  | -           | -           | -           | 14     | 3      |
| 1996-1997               | Newcastle Utd           | PL                      | 24         | 4          | FACup+CdL       | 0+2             | 0               | CU                 | 6                  | 5                  | CS          | 1           | 0           | 31     | 9      |
| 1997-gen. 1998          | Newcastle Utd           | PL                      | 10         | 2          | FACup+CdL       | 1+0             | 0               | UCL                | 5                  | 4                  | -           | -           | -           | 15     | 6      |
| Totale Newcastle United | Totale Newcastle United | Totale Newcastle United | 48         | 9          |                 | 3               | 0               |                    | 11                 | 9                  |             | 1           | 0           | 60     | 18     |
| feb.-giu. 1998          | Parma                   | A                       | 4          | 0          | CI              | 0               | 0               | UCL                | -                  | -                  | -           | -           | -           | 4      | 0      |
| 1998-1999               | Parma                   | A                       | 8          | 1          | CI              | 3               | 2               | CU                 | 5                  | 0                  | -           | -           | -           | 16     | 3      |
| Totale Parma            | Totale Parma            | Totale Parma            | 96         | 26         |                 | 23              | 7               |                    | 27                 | 9                  |             | 4           | 0           | 150    | 42     |
| Totale carriera         | Totale carriera         | Totale carriera         | 144        | 35         |                 | 26              | 7               |                    | 38                 | 18                 |             | 5           | 0           | 210    | 60     |

### Cronologia presenze e reti in nazionale
| Cronologia completa delle presenze e delle reti in nazionale ― Colombia | Cronologia completa delle presenze e delle reti in nazionale ― Colombia | Cronologia completa delle presenze e delle reti in nazionale ― Colombia | Cronologia completa delle presenze e delle reti in nazionale ― Colombia | Cronologia completa delle presenze e delle reti in nazionale ― Colombia | Cronologia completa delle presenze e delle reti in nazionale ― Colombia | Cronologia completa delle presenze e delle reti in nazionale ― Colombia | Cronologia completa delle presenze e delle reti in nazionale ― Colombia |
| Data                                                                    | Città                                                                   | In casa                                                                 | Risultato                                                               | Ospiti                                                                  | Competizione                                                            | Reti                                                                    | Note                                                                    |
| ----------------------------------------------------------------------- | ----------------------------------------------------------------------- | ----------------------------------------------------------------------- | ----------------------------------------------------------------------- | ----------------------------------------------------------------------- | ----------------------------------------------------------------------- | ----------------------------------------------------------------------- | ----------------------------------------------------------------------- |
| 6-6-1993                                                                | Bogotà                                                                  | Colombia                                                                | 1 – 0                                                                   | Cile                                                                    | Amichevole                                                              | 1                                                                       | 71’                                                                     |
| 26-6-1993                                                               | Guayaquil                                                               | Colombia                                                                | 1 – 1 (5 – 3 dtr)                                                       | Uruguay                                                                 | Coppa America 1993 - Quarti di finale                                   | -                                                                       | 56’                                                                     |
| 1-7-1993                                                                | Guayaquil                                                               | Argentina                                                               | 0 – 0 (6 – 5 dtr)                                                       | Colombia                                                                | Coppa America 1993 - Semifinale                                         | -                                                                       |                                                                         |
| 3-7-1993                                                                | Portoviejo                                                              | Ecuador                                                                 | 0 – 1                                                                   | Colombia                                                                | Coppa America 1993 - Finale 3º posto                                    | -                                                                       |                                                                         |
| 1-8-1993                                                                | Barranquilla                                                            | Colombia                                                                | 0 – 0                                                                   | Paraguay                                                                | Qual. Mondiali 1994                                                     | -                                                                       |                                                                         |
| 8-8-1993                                                                | Lima                                                                    | Perù                                                                    | 0 – 1                                                                   | Colombia                                                                | Qual. Mondiali 1994                                                     | -                                                                       |                                                                         |
| 15-8-1993                                                               | Barranquilla                                                            | Colombia                                                                | 2 – 1                                                                   | Argentina                                                               | Qual. Mondiali 1994                                                     | -                                                                       | 76’                                                                     |
| 22-8-1993                                                               | Asunción                                                                | Paraguay                                                                | 1 – 1                                                                   | Colombia                                                                | Qual. Mondiali 1994                                                     | -                                                                       | 46’                                                                     |
| 29-8-1993                                                               | Barranquilla                                                            | Colombia                                                                | 4 – 0                                                                   | Perù                                                                    | Qual. Mondiali 1994                                                     | -                                                                       |                                                                         |
| 5-9-1993                                                                | Buenos Aires                                                            | Argentina                                                               | 0 – 5                                                                   | Colombia                                                                | Qual. Mondiali 1994                                                     | 2                                                                       |                                                                         |
| 3-6-1994                                                                | Boston                                                                  | Colombia                                                                | 2 – 0                                                                   | Irlanda del Nord                                                        | Amichevole                                                              | -                                                                       | 62’                                                                     |
| 5-6-1994                                                                | East Rutherford                                                         | Colombia                                                                | 2 – 0                                                                   | Grecia                                                                  | Amichevole                                                              | -                                                                       | 46’                                                                     |
| 18-6-1994                                                               | Pasadena                                                                | Romania                                                                 | 3 – 1                                                                   | Colombia                                                                | Mondiali 1994 - 1º turno                                                | -                                                                       |                                                                         |
| 22-6-1994                                                               | Pasadena                                                                | Stati Uniti                                                             | 2 – 1                                                                   | Colombia                                                                | Mondiali 1994 - 1º turno                                                | -                                                                       | 46’                                                                     |
| 26-6-1994                                                               | San Francisco                                                           | Colombia                                                                | 2 – 0                                                                   | Svizzera                                                                | Mondiali 1994 - 1º turno                                                | -                                                                       |                                                                         |
| 17-6-1995                                                               | Piscataway                                                              | Colombia                                                                | 1 – 0                                                                   | Nigeria                                                                 | U.S. Cup 1995                                                           | -                                                                       |                                                                         |
| 21-6-1995                                                               | Washington                                                              | Messico                                                                 | 0 – 0                                                                   | Colombia                                                                | U.S. Cup 1995                                                           | -                                                                       |                                                                         |
| 7-7-1995                                                                | Rivera                                                                  | Perù                                                                    | 1 – 1                                                                   | Colombia                                                                | Coppa America 1995 - 1º turno                                           | 1                                                                       |                                                                         |
| 10-7-1995                                                               | Rivera                                                                  | Colombia                                                                | 1 – 0                                                                   | Ecuador                                                                 | Coppa America 1995 - 1º turno                                           | -                                                                       | 80’                                                                     |
| 13-7-1995                                                               | Rivera                                                                  | Brasile                                                                 | 3 – 0                                                                   | Colombia                                                                | Coppa America 1995 - 1º turno                                           | -                                                                       |                                                                         |
| 16-7-1995                                                               | Montevideo                                                              | Colombia                                                                | 1 – 1 (5 – 4 dtr)                                                       | Paraguay                                                                | Coppa America 1995 - Quarti di finale                                   | -                                                                       |                                                                         |
| 19-7-1995                                                               | Montevideo                                                              | Uruguay                                                                 | 2 – 0                                                                   | Colombia                                                                | Coppa America 1995 - Semifinale                                         | -                                                                       |                                                                         |
| 22-7-1995                                                               | Montevideo                                                              | Colombia                                                                | 4 – 1                                                                   | Stati Uniti                                                             | Coppa America 1995 - Finale 3º posto                                    | 1                                                                       |                                                                         |
| 6-9-1995                                                                | Londra                                                                  | Inghilterra                                                             | 0 – 0                                                                   | Colombia                                                                | Amichevole                                                              | -                                                                       | 33’                                                                     |
| 29-11-1995                                                              | Los Angeles                                                             | Messico                                                                 | 2 – 2                                                                   | Colombia                                                                | Amichevole                                                              | -                                                                       | 81’                                                                     |
| 28-3-1996                                                               | Medellín                                                                | Colombia                                                                | 4 – 1                                                                   | Bolivia                                                                 | Amichevole                                                              | 1                                                                       |                                                                         |
| 24-4-1996                                                               | Barranquilla                                                            | Colombia                                                                | 1 – 0                                                                   | Paraguay                                                                | Qual. Mondiali 1998                                                     | 1                                                                       |                                                                         |
| 29-5-1996                                                               | Miami                                                                   | Colombia                                                                | 1 – 0                                                                   | Scozia                                                                  | Amichevole                                                              | 1                                                                       | 46’                                                                     |
| 2-6-1996                                                                | Lima                                                                    | Perù                                                                    | 1 – 1                                                                   | Colombia                                                                | Qual. Mondiali 1998                                                     | -                                                                       |                                                                         |
| 7-7-1996                                                                | Barranquilla                                                            | Colombia                                                                | 3 – 1                                                                   | Uruguay                                                                 | Qual. Mondiali 1998                                                     | 1                                                                       |                                                                         |
| 1-9-1996                                                                | Barranquilla                                                            | Colombia                                                                | 4 – 1                                                                   | Cile                                                                    | Qual. Mondiali 1998                                                     | 3                                                                       | 87’                                                                     |
| 9-10-1996                                                               | Quito                                                                   | Ecuador                                                                 | 0 – 1                                                                   | Colombia                                                                | Qual. Mondiali 1998                                                     | 1                                                                       |                                                                         |
| 10-11-1996                                                              | La Paz                                                                  | Bolivia                                                                 | 2 – 2                                                                   | Colombia                                                                | Qual. Mondiali 1998                                                     | -                                                                       | 75’                                                                     |
| 8-2-1997                                                                | Pereira                                                                 | Colombia                                                                | 1 – 0                                                                   | Slovacchia                                                              | Amichevole                                                              | 1                                                                       | 63’                                                                     |
| 12-2-1997                                                               | Barranquilla                                                            | Colombia                                                                | 0 – 1                                                                   | Argentina                                                               | Qual. Mondiali 1998                                                     | -                                                                       |                                                                         |
| 2-4-1997                                                                | Asunción                                                                | Paraguay                                                                | 2 – 1                                                                   | Colombia                                                                | Qual. Mondiali 1998                                                     | -                                                                       | 76’                                                                     |
| 5-7-1997                                                                | Santiago del Cile                                                       | Cile                                                                    | 4 – 1                                                                   | Colombia                                                                | Qual. Mondiali 1998                                                     | -                                                                       |                                                                         |
| 20-7-1997                                                               | Barranquilla                                                            | Colombia                                                                | 1 – 0                                                                   | Ecuador                                                                 | Qual. Mondiali 1998                                                     | -                                                                       | 89’                                                                     |
| 20-8-1997                                                               | Barranquilla                                                            | Colombia                                                                | 3 – 0                                                                   | Bolivia                                                                 | Qual. Mondiali 1998                                                     | 1                                                                       | 85’                                                                     |
| 10-9-1997                                                               | Barranquilla                                                            | Colombia                                                                | 1 – 0                                                                   | Venezuela                                                               | Qual. Mondiali 1998                                                     | -                                                                       |                                                                         |
| 25-3-1998                                                               | Bogotà                                                                  | Colombia                                                                | 0 – 0                                                                   | Jugoslavia                                                              | Amichevole                                                              | -                                                                       | 46’                                                                     |
| 23-5-1998                                                               | East Rutherford                                                         | Colombia                                                                | 2 – 2                                                                   | Scozia                                                                  | Amichevole                                                              | -                                                                       |                                                                         |
| 30-5-1998                                                               | Francoforte sul Meno                                                    | Germania                                                                | 3 – 1                                                                   | Colombia                                                                | Amichevole                                                              | -                                                                       | Ammonizione                                                             |
| 3-6-1998                                                                | Bruxelles                                                               | Belgio                                                                  | 2 – 0                                                                   | Colombia                                                                | Amichevole                                                              | -                                                                       |                                                                         |
| 15-6-1998                                                               | Lione                                                                   | Colombia                                                                | 0 – 1                                                                   | Romania                                                                 | Mondiali 1998 - 1º turno                                                | -                                                                       | 85’                                                                     |
| 9-2-1999                                                                | Miami                                                                   | Germania                                                                | 3 – 3                                                                   | Colombia                                                                | Amichevole                                                              | 2                                                                       |                                                                         |
| 17-6-1999                                                               | Manizales                                                               | Colombia                                                                | 3 – 3                                                                   | Perù                                                                    | Amichevole                                                              | 2                                                                       |                                                                         |
| 12-2-2000                                                               | Miami                                                                   | Colombia                                                                | 1 – 0                                                                   | Giamaica                                                                | Gold Cup 2000 - 1º turno                                                | -                                                                       |                                                                         |
| 16-2-2000                                                               | Miami                                                                   | Honduras                                                                | 2 – 0                                                                   | Colombia                                                                | Gold Cup 2000 - 1º turno                                                | -                                                                       |                                                                         |
| 19-2-2000                                                               | Miami                                                                   | Stati Uniti                                                             | 2 – 2 dts (1 – 2 dtr)                                                   | Colombia                                                                | Gold Cup 2000 - Quarti di finale                                        | 1                                                                       |                                                                         |
| 23-2-2000                                                               | San Diego                                                               | Colombia                                                                | 2 – 1                                                                   | Perù                                                                    | Gold Cup 2000 - Semifinale                                              | -                                                                       |                                                                         |
| 27-2-2000                                                               | Los Angeles                                                             | Canada                                                                  | 2 – 0                                                                   | Colombia                                                                | Gold Cup 2000 - Finale                                                  | -                                                                       | 19’                                                                     |
| 27-3-2001                                                               | Bogotà                                                                  | Colombia                                                                | 2 – 0                                                                   | Bolivia                                                                 | Qual. Mondiali 2002                                                     | -                                                                       |                                                                         |
| 3-6-2001                                                                | Buenos Aires                                                            | Argentina                                                               | 3 – 0                                                                   | Colombia                                                                | Qual. Mondiali 2002                                                     | -                                                                       | 46’                                                                     |
| 7-10-2001                                                               | Montevideo                                                              | Uruguay                                                                 | 1 – 1                                                                   | Colombia                                                                | Qual. Mondiali 2002                                                     | -                                                                       | 37’                                                                     |
| 7-11-2001                                                               | Bogotà                                                                  | Colombia                                                                | 3 – 1                                                                   | Cile                                                                    | Qual. Mondiali 2002                                                     | -                                                                       | 53’                                                                     |
| 14-11-2001                                                              | Asunción                                                                | Paraguay                                                                | 0 – 4                                                                   | Colombia                                                                | Qual. Mondiali 2002                                                     | -                                                                       |                                                                         |
| Totale                                                                  |                                                                         | Presenze                                                                | 57                                                                      |                                                                         | Reti (4º posto)                                                         | 20                                                                      |                                                                         |

## Palmarès

### Club

#### Competizioni statali
- Torneo Rio-San Paolo: 1

Palmeiras: 2000
- Copa dos Campeões: 1

Palmeiras: 2000

#### Competizioni nazionali
- Campionato colombiano: 1

Atletico Nacional: 1991
- Coppa Italia: 1

Parma: 1998-1999
- Campionato cileno: 1

Universidad de Chile: Apertura 2004

#### Competizioni internazionali
- Coppa Interamericana: 1

Atlético Nacional: 1989
- Coppa delle Coppe: 1

Parma: 1992-1993
- Supercoppa UEFA: 1

Parma: 1993
- Coppa UEFA: 2

Parma: 1994-1995, 1998-1999